# Фридрих IV фон Орламюнде
Фридрих IV фон Орламюнде (на немски: Friedrich IV Graf von Orlamünde; † между 2 август 1402 и 15 октомври 1405) от род Аскани e граф на Орламюнде и господар на Дройсиг и Гройч в Саксония.
Той е единственият син на граф Фридрих III фон Орламюнде († 1379). Внук е на граф Хайнрих III фон Орламюнде († 1354) и съпругата му Ирмгард фон Шварцбург-Бланкенбург († 1354), дъщеря на граф Хайнрих VII фон Шварцбург-Бланкенбург († 1324) и Кристина фон Глайхен-Тона († 1296).

## Фамилия
Фридрих IV фон Орламюнде се жени пр. 2 август 1402 г. за графиня Катарина фон Глайхен († сл. 28 юни 1411), дъщеря на граф Хайнрих VI фон Глайхен-Tona († 1378) и Юта фон Кверфурт († 1370), дъщеря на Бруно III фон Кверфурт († 1367) и Мехтилд фон Барби-Мюлинген (* ок. 1278), дъщеря на граф Албрехт IV фон Барби († сл. 1312) и Луитгард фон Хонщайн († сл. 1279). Резденцията им е в дворец Дройсиг. Те имат двама сина:
- Хайнрих V/VI фон Орламюнде († между 28 юни 1417/3 август 1423), господар на Дройсиг
- Мартин фон Орламюнде († сл. 15 октомври 1405), господар на Дройсиг